# Capilla de San Jorge (Castillo de Windsor)

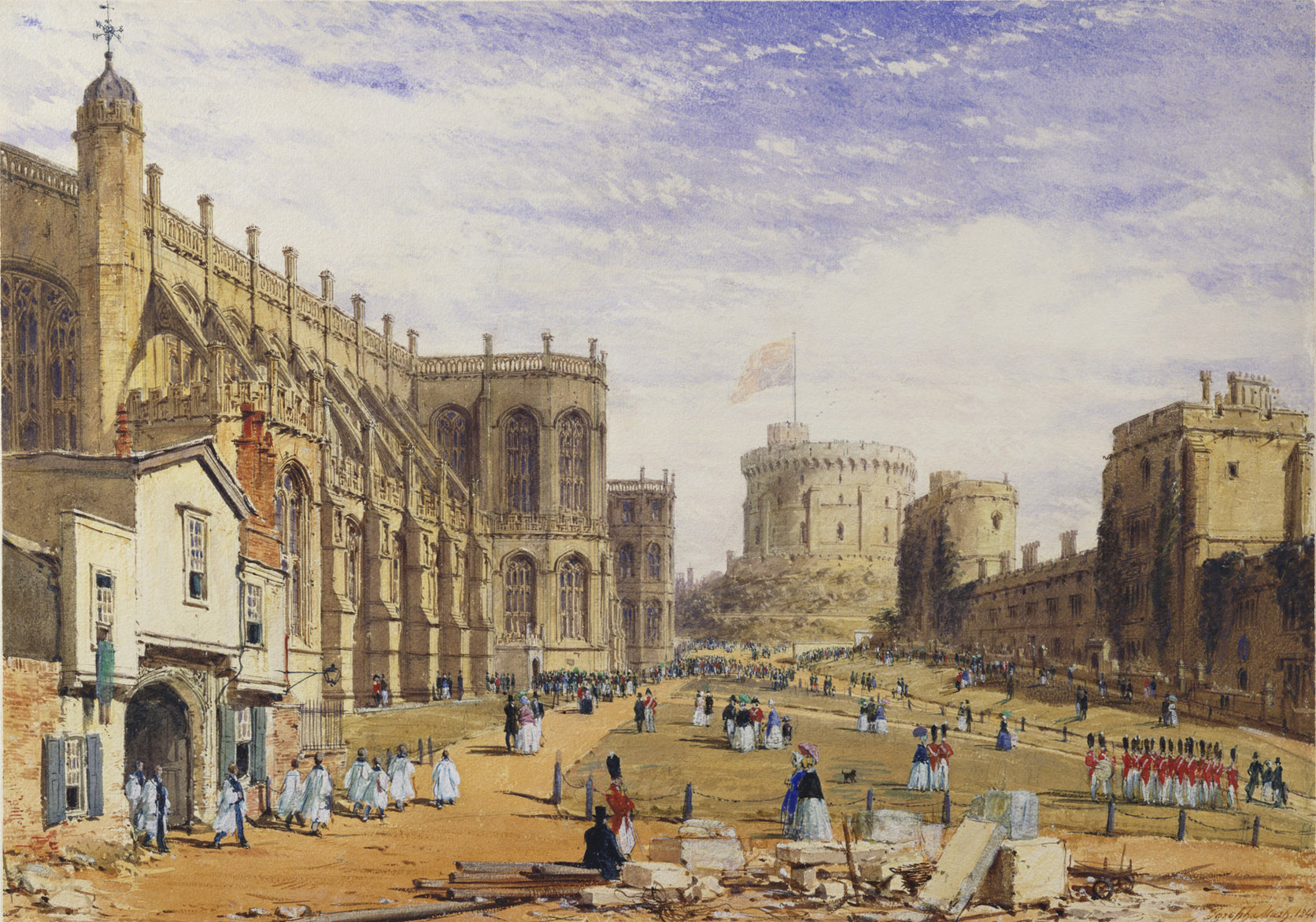
Capilla de San Jorge en el Castillo de Windsor, a la izquierda, en 1848.

La capilla de San Jorge (en inglés: St George's Chapel) es un espacio de oración ubicado en el castillo de Windsor en Inglaterra, Reino Unido; se utiliza como lugar de culto real y como la capilla de la Orden de la Jarretera. Se localiza en la zona inferior del castillo, que es una de las residencias principales del rey Carlos III del Reino Unido
Es administrada por el deán y los canónigos de Windsor, que forman parte del capítulo local del Colegio de San Jorge. La Sociedad de Amigos de San Jorge y Descendientes de los Caballeros de la Orden de la Jarretera, una organización de caridad, fue establecida en 1931 para ayudar al colegio en el mantenimiento de la capilla.

## Historia
En 1348, el rey Eduardo III fundó dos nuevos colegios religiosos: San Esteban, en Westminster, y san Jorge, en Windsor. El nuevo colegio en Windsor fue asignado a la capilla de san Eduardo el Confesor, que había sido construida por Enrique III a principios del siglo XIII. La capilla fue entonces nuevamente dedicada a la Santísima Virgen María, San Eduardo el Confesor y San Jorge el Mártir. Eduardo III también construyó el Pórtico del Tesoro entre 1353 y 1354. Este fue usado como entrada al nuevo colegio.
La capilla de San Jorge se convirtió en la iglesia Capitular de la Orden de la Jarretera; todavía se mantiene allí un servicio religioso especial cada mes de junio, al que asisten los miembros de la Orden. Sus estandartes heráldicos cuelgan sobre los sitiales superiores del coro, en donde cuentan con un asiento vitalicio. 
En el período que va de 1475 a 1528 se llevó a cabo una reconstrucción radical de la capilla de San Jorge, obra promovida por Eduardo IV y continuada por Enrique VII y Enrique VIII. En el siglo XIII la capilla de San Eduardo el Confesor fue ampliada, en una nueva gran capilla con apariencia de catedral, bajo la supervisión de Richard Beauchamp, obispo de Salisbury, y la dirección del maestro albañil Henry Janyns. El claustro, en forma de herradura, fue construido para la nueva comunidad de 45 miembros menores: 16 vicarios, un diácono, 15 escribientes y 13 coristas.
La capilla de San Jorge era un destino muy popular para los peregrinos de la Edad Media. Se decía que la capilla contenía varias reliquias importantes: Los cuerpos de John Schorne y Enrique IV y un fragmento de la Santa Cruz, guardada en un relicario llamada la Cruz de Gneth. Todas estas reliquias parecen haber estado colocadas en el extremo este de la nave sur del coro.
La capilla sufrió grandes daños durante la Guerra Civil Inglesa. Fuerzas del Parlamento entraron en ella y saquearon los objetos valiosos de la capilla el 23 de octubre de 1642. Otro saqueo ocurrió en 1643, cuando la sala capitular del siglo XV fue destruida, arrancando el plomo de los techos y elementos del monumento funerario de Enrique VIII, que estaba todavía sin terminar. Después de su ejecución, Carlos I fue enterrado en una pequeña cripta en el centro del coro de la capilla de San Jorge, la cual también contenía los ataúdes de Enrique VIII y de Jane Seymour. La Capilla de San Jorge pasó por un programa de reconstrucción tras la Restauración de la monarquía.
Durante el reinado de Victoria se llevaron a cabo cambios en la arquitectura de la capilla. En recuerdo del príncipe Alberto se arregló el extremo este del coro y la capilla de la Señora, que había sido abandonada por Enrique VII, fue concluida. Se completó el mausoleo real construido bajo el coro y se construyó una escalera en el extremo este de la capilla, para crear una entrada ceremonial al edificio.

## Bodas

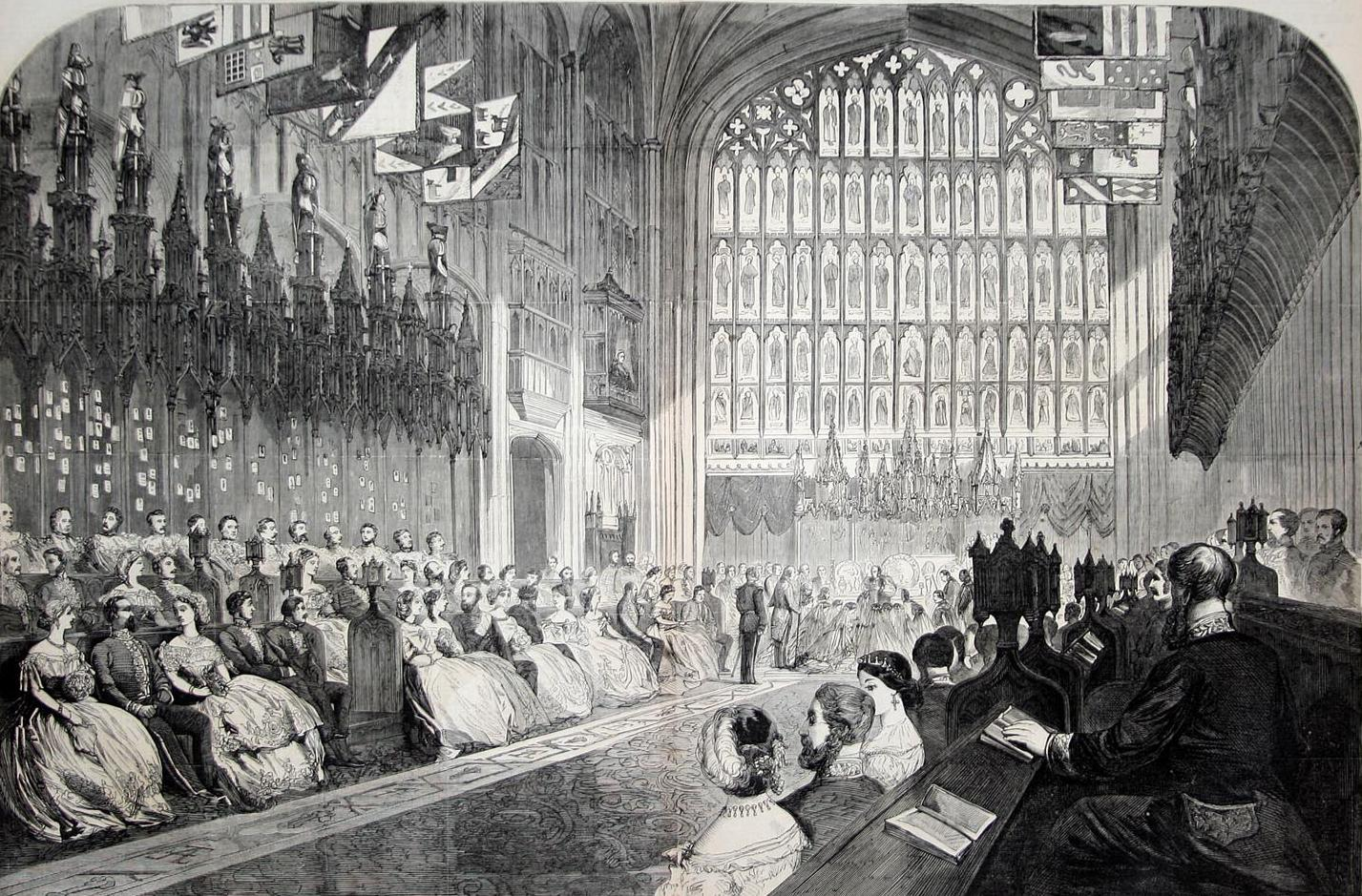
La boda del príncipe de Gales con Alejandra de Dinamarca, en 1863.

La capilla ha sido escenario de muchas bodas reales y no reales, en particular las de los hijos de la reina Victoria. Estas bodas incluyen:
- Alberto Eduardo, príncipe de Gales y la princesa Alejandra de Dinamarca (después rey Eduardo VII y reina Alejandra respectivamente), el 10 de marzo de 1863.
- Arturo de Connaught (1850-1942) y la princesa Luisa Margarita de Prusia (después duquesa de Connaught y Strathearn), el 13 de marzo de 1879.
- Princesa Federica de Hannover (1848-1926) y Alfonso de Pawel-Rammingen el 24 de abril de 1880.
- Príncipe Leopoldo, duque de Albany, y la princesa Elena de Waldeck-Pyrmont (después los duques de Albany), el 27 de abril de 1882.
- Princesa María Luisa de Schleswig-Holstein y Ariberto de Anhalt el 6 de julio de 1891.
- Princesa Alicia de Albany y el Príncipe Alejandro Cambridge (después los condes de Athlone) el 10 de febrero de 1904.
- Princesa Margarita de Connaught y el Príncipe Gustavo Adolfo de Suecia y Noruega, duque de Escania (después la princesa heredera de Suecia, duquesa de Escania y el Rey Gustavo VI Adolfo de Suecia respectivamente) el 15 de junio de 1905.
- Lady Helen Taylor y Timothy Taylor el 18 de julio de 1992.
- Príncipe Eduardo, conde de Wessex, y Sophie Rhys-Jones (actualmente duques de Edimburgo), el 19 de junio de 1999 .
- Carlos, príncipe de Gales, y Camila Parker-Bowles (después los reyes Carlos III y Camila, respectivamente) tuvieron una bendición de su enlace civil el 9 de abril de 2005.
- Peter Phillips y Autumn Kelly el 17 de mayo de 2008.
- Principe Enrique, duque de Sussex, y Meghan Markle (después los duques de Sussex), el 19 de mayo de 2018.
- Princesa Eugenia de York y Jack Brooksbank, el 12 de octubre de 2018.
- Lady Gabriella Windsor y Thomas Kingston, el 18 de mayo de 2019.

## Sepulcros
La capilla ha sido el lugar de muchos funerales y sepelios, entierros reales, entre otros, han sido:

### Altar
- Rey Eduardo IV en 1483.
- Rey Enrique VI (enterrado de nuevo) en 1484.
- Reina Isabel en 1492.
- Rey Eduardo VII en 1910.
- Reina Alejandra en 1925.

### Coro
- Reina Juana en 1537.
- Rey Enrique VIII en 1547.
- Rey Carlos I en 1649.

### Cripta Real
- Princesa Amelia en 1810.
- Princesa Augusta en 1813.
- Princesa Carlota en 1817.
- Reina Carlota en 1818.
- Príncipe Eduardo en 1820.
- Rey Jorge III en 1820.
- Princesa Isabel en 1821.
- Príncipe Federico en 1827.
- Rey Jorge IV en 1830.
- Rey Guillermo IV en 1837.
- Princesa Augusta en 1840.
- Reina Adelaida en 1849.
- Rey Jorge V de Hannover en 1878.
- Princesa María Adelaida en 1897.
- Príncipe Francisco en 1900
- Príncipe Adolfo (enterrado de nuevo) en 1930.
- Princesa Augusta (enterrada de nuevo) en 1930.

### Cerca de la puerta oeste
- Rey Jorge V en 1936.
- Reina María en 1953.

### Capilla conmemorativa del rey Jorge VI(pasillo de la nave norte)
- Rey Jorge VI en 1969 (desde 1956 en la cripta real).
- Princesa Margarita en 2002 (cenizas).
- Reina Isabel, la reina madre, en 2002.
- Príncipe Felipe, en 2022 (desde 2021 en la cripta real).
- Reina Isabel II, en 2022.

### Capilla conmemorativa de Alberto
- Príncipe Leopoldo en 1884.
- Príncipe Alberto Víctor en 1892.